# Péninsule de Hut Point

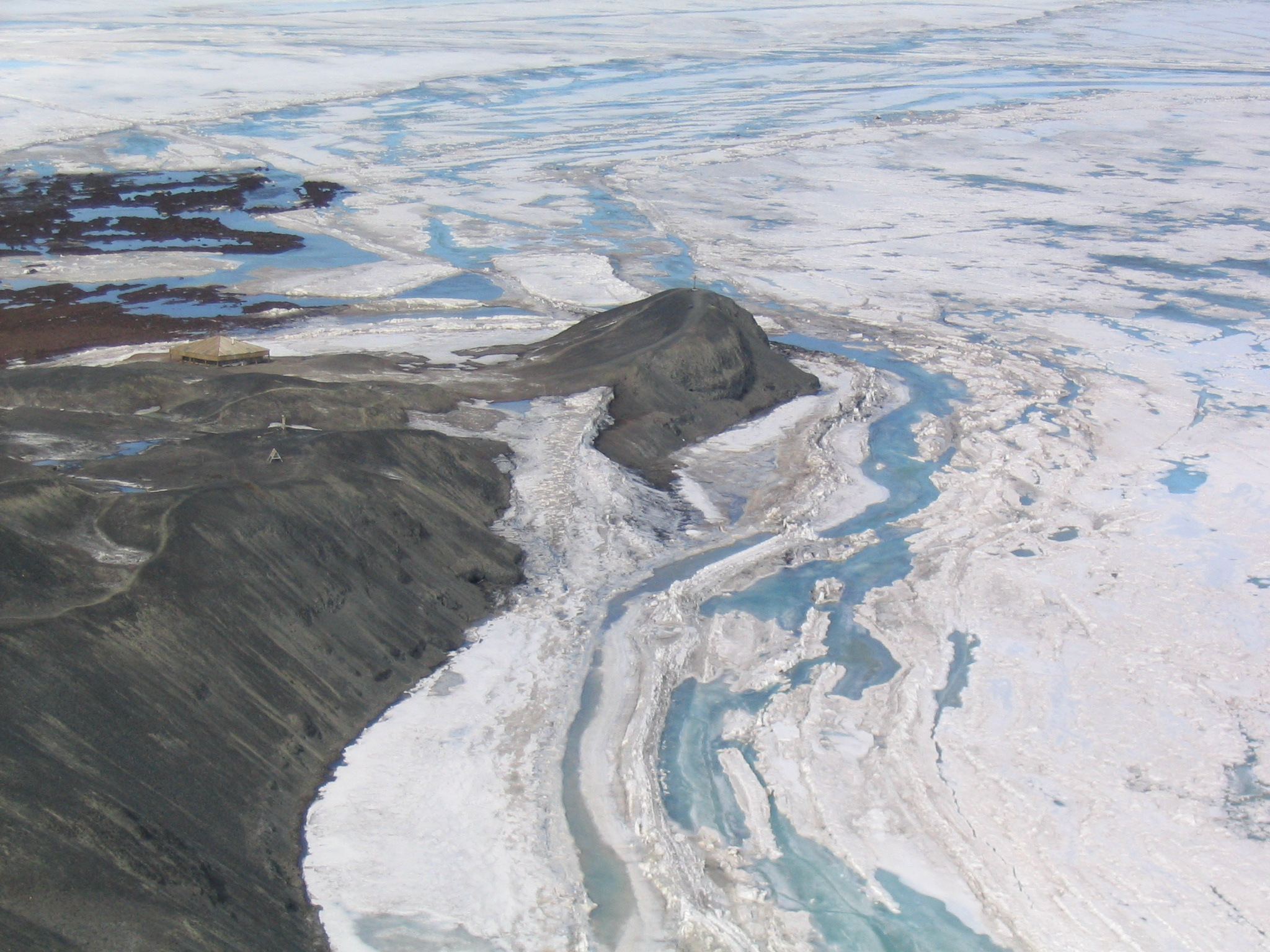
Vue aérienne de la péninsule de Hut Point

Carte de l'île de Ross montrant la péninsule de Hut Point.

La péninsule de Hut Point, également appelée péninsule des Quartiers d'hiver ou promontoire du Cap Armitage, est une longue bande de terre de l'île de Ross en Antarctique. 

## Géographie
La péninsule de Hut Point se trouve en Antarctique, dans le Sud de l'île de Ross. Prenant naissance sur le flanc sud du mont Erebus, elle s'avance en direction du sud-ouest sur 24 kilomètres dans la mer de Ross et avec une largeur moyenne de 4,8 kilomètres. Les eaux de la baie Erebus faisant partie du détroit de McMurdo et qui la baigne sur ses côtes ouest et sud sont libres de glace en période estivale mais la barrière de Ross s'étend jusqu'aux côtes orientales. Le glacier Erebus s'avance dans la baie Erebus depuis le début de la péninsule.
La base néo-zélandaise Scott et la station américaine McMurdo se trouvent à son extrémité sud, non loin de l'aérodrome aménagé sur la barrière de Ross au sud-est de la péninsule.

## Histoire
Le camp de base de l'expédition Discovery (1901-1904) menée par Robert Falcon Scott fut construit au lieu-dit Hut Point situé à 1,6 kilomètre au nord-ouest du cap Armitage, extrémité sud de la péninsule. Deux autres cabanes se trouvent sur le flanc ouest de la péninsule : Scott's Hut au cap Evans et Shackleton's Hut au cap Royds.
Le nom actuel de la péninsule fut donné par les membres de l'expédition Terra Nova (1910-1913) qui séjournaient au cap Evans et utilisaient l'abri de l'expédition Discovery.